# 2011-es Európa-liga-döntő
A 2011-es Európa-liga-döntő az Európa-liga története során a második, az elődjét, az UEFA-kupa-döntőket is figyelembe véve pedig a 40. döntő volt. A mérkőzést a dublini Aviva Stadionban játszották 2011. május 18-án. A mérkőzés győztese részt vesz a 2011-es UEFA-szuperkupa döntőjében, ahol az ellenfél a 2010–2011-es UEFA-bajnokok ligája győztese lesz.
A döntő két részt vevője két portugál csapat, az Porto és az SC Braga voltak. Már a negyeddöntőket követően biztossá vált, hogy ez egyik részt vevő portugál csapat lesz, mert három portugál klub jutott a legjobb négy közé.

## A mérkőzés
| 2011. május 18. 20:45 |

| Porto      | 1–0               | SC Braga |
| ---------- | ----------------- | -------- |
| Falcao 44' | (1–0) Jegyzőkönyv |          |

| Aviva Stadion, Dublin Nézőszám: 44 391 Játékvezető: Carlos Velasco Carballo (spanyol) |

| Porto | Braga |

| PORTO:            |    |                    |       |     |
|                   |    |                    |       |     |
| GK                | 1  | Helton             | 90'   |     |
| RB                | 21 | Cristian Săpunaru  | 49'   |     |
| CB                | 14 | Rolando            | 90+3' |     |
| CB                | 30 | Nicolás Otamendi   |       |     |
| LB                | 5  | Álvaro Pereira     |       |     |
| DM                | 25 | Fernando           |       |     |
| CM                | 6  | Fredy Guarín       |       | 73' |
| CM                | 8  | João Moutinho      |       |     |
| RW                | 12 | Hulk               |       |     |
| LW                | 17 | Silvestre Varela   |       | 79' |
| CF                | 9  | Radamel Falcao     |       |     |
| Cserék:           |    |                    |       |     |
| GK                | 24 | Beto               |       |     |
| DF                | 4  | Maicon             |       |     |
| MF                | 7  | Fernando Belluschi |       | 73' |
| FW                | 18 | Walter             |       |     |
| FW                | 19 | James Rodríguez    |       | 79' |
| MF                | 23 | Souza              |       |     |
| MF                | 28 | Rúben Micael       |       |     |
| Edző:             |    |                    |       |     |
| André Villas-Boas |    |                    |       |     |

| BRAGA:             |    |                   |     |     |
|                    |    |                   |     |     |
| GK                 | 1  | Artur Moraes      |     |     |
| RB                 | 15 | Miguel Garcia     | 55' |     |
| CB                 | 3  | Paulão            |     |     |
| CB                 | 2  | Alberto Rodríguez |     | 46' |
| LB                 | 28 | Sílvio            | 30' |     |
| DM                 | 27 | Custódio          |     |     |
| DM                 | 88 | Vandinho          |     |     |
| CM                 | 45 | Hugo Viana        | 24' | 46' |
| RW                 | 30 | Alan              |     |     |
| LW                 | 9  | Paulo César       |     |     |
| CF                 | 18 | Lima              |     | 66' |
| Cserék:            |    |                   |     |     |
| GK                 | 42 | Cristiano         |     |     |
| DF                 | 4  | Kaká              | 80' | 46' |
| MF                 | 8  | Mossoró           | 59' | 46' |
| FW                 | 10 | Hélder Barbosa    |     |     |
| FW                 | 19 | Meyong            |     | 66' |
| DF                 | 20 | Elderson          |     |     |
| MF                 | 25 | Leandro Salino    |     |     |
| Edző:              |    |                   |     |     |
| Domingos Paciência |    |                   |     |     |

| Asszisztensek: Roberto Alonso Fernández (oldalvonal) Jesús Calvo Guadamuro (oldalvonal) Carlos Clos Gómez (gólvonal) Antonio Rubinos Pérez (gólvonal) Negyedik játékvezető: David Fernández Borbolán Ötödik játékvezető: Juan Carlos Yuste Jiménez |

## Lásd még
- 2011-es UEFA-bajnokok ligája-döntő
- 2011-es UEFA-szuperkupa